# Kingmaker (monarchie)
Een kingmaker of koningsmaker is een persoon, groep of partij die, zonder zelf kans te maken op de macht, doorslaggevende invloed uitoefent op de opvolging binnen een monarchie of de uitkomst van democratische verkiezingen. Kingmakers kunnen politieke, monetaire, religieuze en militaire middelen gebruiken om de opvolging te beïnvloeden. 
Oorspronkelijk werd de term toegepast op de activiteiten van Richard Neville, de zestiende graaf van Warwick —‘Warwick the Kingmaker’— tijdens de Rozenoorlogen (1455–1487) in Engeland. Hij speelde een cruciale rol tijdens deze oorlogen door zijn invloed op de troonopvolging. 

## Politiek
De term kingmaker of sleutelpartij duidt in de politiek op een partij of individu die een cruciale rol speelt bij het vormen van een coalitie of het kiezen van een leider. In moderne politieke systemen verwijst dit vaak naar partijen die, bij gebrek aan een absolute meerderheid, de doorslag geven in coalitieonderhandelingen. Het gaat hierbij vaak om het laatste ontbrekende puzzelstuk dat nodig is om een meerderheidskabinet te kunnen vormen.

### Positief parlementarisme
- In 2017 en 2021 werd de ChristenUnie aangeduid als kingmaker omdat zij premier Mark Rutte van de VVD hielpen een meerderheidskabinet te vormen.[3]
- De Groenen en de FDP werden kingmaker genoemd bij de Duitse federale verkiezingen van 2021.[4]

### Negatief parlementarisme
In Zweden wordt in plaats van 'kingmaker' het woord 'vågmästare' gebruikt, wat letterlijk ‘waagmeester’ of 'balansmeester' betekent. In een systeem van blokpolitiek kan zo’n partij bepalen welk van de twee politieke blokken een meerderheid behaalt.
- De populistische partij New Zealand First van Winston Peters werd aangeduid als kingmaker bij de verkiezingen van 1996 en 2017.[5] In 1996 hielpen ze het rechterblok aan meerderheid terwijl ze in 2017 het linkerblok aan een meerderheid hielpen.

## In de speltheorie
In de speltheorie is een kingmaker een speler die niet in de positie is om zelf een bepaald spel te winnen, maar die wel over voldoende resterende middelen beschikt om te bepalen welke van de overige spelers uiteindelijk zal winnen. Deze speler heeft dus een grote rol bij het bepalen van de uitslag voor de andere spelers.

## Hedendaags gebruik
De term kingmaker is, hoewel altijd onofficieel, steeds relevanter geworden in machtsstrijden, vooral in de politiek. Het toekennen van deze titel wordt daardoor vaker gezien als een manier van indirecte voldoening voor individuen die achter de schermen invloed willen uitoefenen. In verkiezingen heeft de term soms een pejoratieve, minachtende lading. Bijvoorbeeld wanneer een klein aantal onafhankelijke kandidaten met aanzienlijke invloed de uitslag kan bepalen.
De term kingmaker kan niet alleen slaan op individuen, maar ook op instellingen of denktanks met aanzienlijke invloed binnen een organisatie. Historische voorbeelden zijn religieuze ordes, zoals de Rooms-Katholieke Kerk, die in de middeleeuwen via koningen staatszaken beïnvloedden, of spirituele leiders die in Indiase koninkrijken en keizerrijken een sleutelrol speelden. Ook staten kunnen als koningmakers fungeren wanneer ze direct of indirect de koers van een ander land bepalen. In de hedendaagse politiek omvat de term bovendien machtige lobbygroepen, die vaak doorslaggevend zijn bij belangrijke beslissingen.
Burgers van West-Afrikaanse subnationale monarchieën gebruiken het woord kingmaker' vaak om de leden van het kiescollege aan te duiden die hun vorsten kiezen. Zij zijn doorgaans ook verantwoordelijk voor de kroningsrituelen en zuiveringsrituelen. In dit specifieke geval heeft het woord een letterlijke betekenis, namelijk 'maker van de koning'.